# پلاسما (فیزیک)
پلاسما یا کِرِپتا (به انگلیسی: Plasma) یکی از چهار حالت اصلی ماده است. (سه حالت دیگر: جامد، مایع، گاز). پلاسما گاز شبه‌خنثی از ذرات باردار و خنثی است که رفتار جمعی از خود نشان می‌دهند. به عبارت دیگر، پلاسما، گاز یونیزه‌شده‌ای است که همه یا بخش قابل توجهی از اتمهای آن یک یا چند الکترون از دست داده و به کاتیون تبدیل شده باشند، یا تعداد الکترون‌های آزاد آن، تقریباً برابر با تعداد یون‌های مثبت آن باشد. پلاسما در جوشکاری، برش‌کاری، پزشکی و دندان‌پزشکی کاربرد دارد.
پلاسما تعادل الکترومغناطیسی ندارد، بنابراین رسانای الکتریکی خوبی است.

## ریشه شناسی واژه
پلاسما در یونانی به معنی "ریخته شده و قالب زده شده" است. کرپتا در فارسی از ریشه ی هندو اوروپایی کِرِپتَ  به معنی "شکل داده شده و قالب زده شده" است.  و با واژه ی قالب و کالبد در فارسی هم ریشه است.

## پیشینه
در سال ۱۸۷۹ میلادی، فیزیک‌دان انگلیسی ویلیام کروکس، هنگام بررسی ویژگی‌های ماده در تخلیهٔ الکتریکی، پیشنهاد کرد که نوع خاصی از گاز به عنوان حالت چهارم ماده دانسته شود.

## دما در حالت پلاسما
در جامدات، مایعات و گازها، دما را می‌توان از روی دامنهٔ حرکت یا سرعت نوسان ذرات سازندهٔ ماده تعریف کرد، اما در پلاسما، دما از روی میزان جدایش یون‌های مثبت از الکترونها تعریف می‌شود.
اگر جامد گرم شود، به مایع، و با ادامه گرم‌کردن، به گاز، و در ادامه به پلاسما تبدیل می‌شود. دمای پلاسما تقریباً در حدود ۲۰۰۰ درجه سانتی‌گراد است.
۹۹٪ ماده در طبیعت، پلاسما است. این برآورد، تخمینی از این است که درون ستارگان و اتمسفر اطراف آن‌ها، ابرهای گازی و فضای بین ستارگان اغلب پلاسماست. هنگامی که جو زمین را ترک می‌کنیم بلافاصله با پلاسمایی مواجه می‌شویم که شامل کمربندهای تشعشعی وان آلن و بادهای خورشیدی است. جرقه، رعد و برق، شفق قطبی، گازهای داخل یک لامپ فلورسنت یا نئون، نمونه‌های دیگری از پلاسما هستند. اما حالت‌های غالب ماده در بخشی از جهان که در آن زندگی می‌کنیم جامد، مایع و گاز هستند. می‌توان گفت که ما در آن یک درصد از جهان زندگی می‌کنیم که در آن حالت‌های ماده به جز پلاسما غلبه دارند.
|                           | پارامترهای عمومی پلاسما: بر حسب بزرگی                                               |                                                                          |
| مشخصات                    | پلاسمای زمینی                                                                       | پلاسماهای کیهانی                                                         |
| اندازه به متر             | ۱۰−۶ m (پلاسمای آزمایشگاهی) تا ۱۰۲ m (رعد) (~۸ از مرتبه)                            | ۱۰−۶ متر (پوشش سفینه فضایی) to ۱۰۲۵ متر (سحابی میان کهکشانی) (~۳۱ OOM)   |
| طول عمر به ثانیه          | ۱۰−۱۲ ثانیه (پلاسمای ایجاد شده توسط لیزر) تا ۱۰۷ ثانیه (نور فلورسنت) (~۱۹ از مرتبه) | ۱۰۱ ثانیه (solar flares) تا ۱۰۱۷ s (پلاسمای میان کهکشانی) (~۱۷ از مرتبه) |
| چگالی ذره در متر مکعب     | ۱۰۷ m−۳ تا ۱۰۳۲ m−۳ (inertial confinement plasma)                                   | ۱۰۰ (۱) m−۳ (میان کهکشانی متوسط) تا ۱۰۳۰ m−۳ (هسته ستاره)                |
| دما به کلوین              | ~۰ K (crystalline non-neutral plasma) to ۱۰۸ K (پلاسمای همجوشی مغناطیسی)            | ۱۰۲ K (شفق قطبی) تا ۱۰۷ K (هسته خورشید)                                  |
| میدان‌های مغناطیسی به تسلا | ۱۰−۴ تسلا (پلاسمای آزمایشگاهی) تا ۱۰۳ T (پلاسمای ایجاد شده توسط پالس)               | ۱۰−۱۲ تسلا (میان کهکشانی متوسط) تا ۱۰۱۱ T (نزدیک ستاره‌های نوترونی)       |

## انواع پلاسما

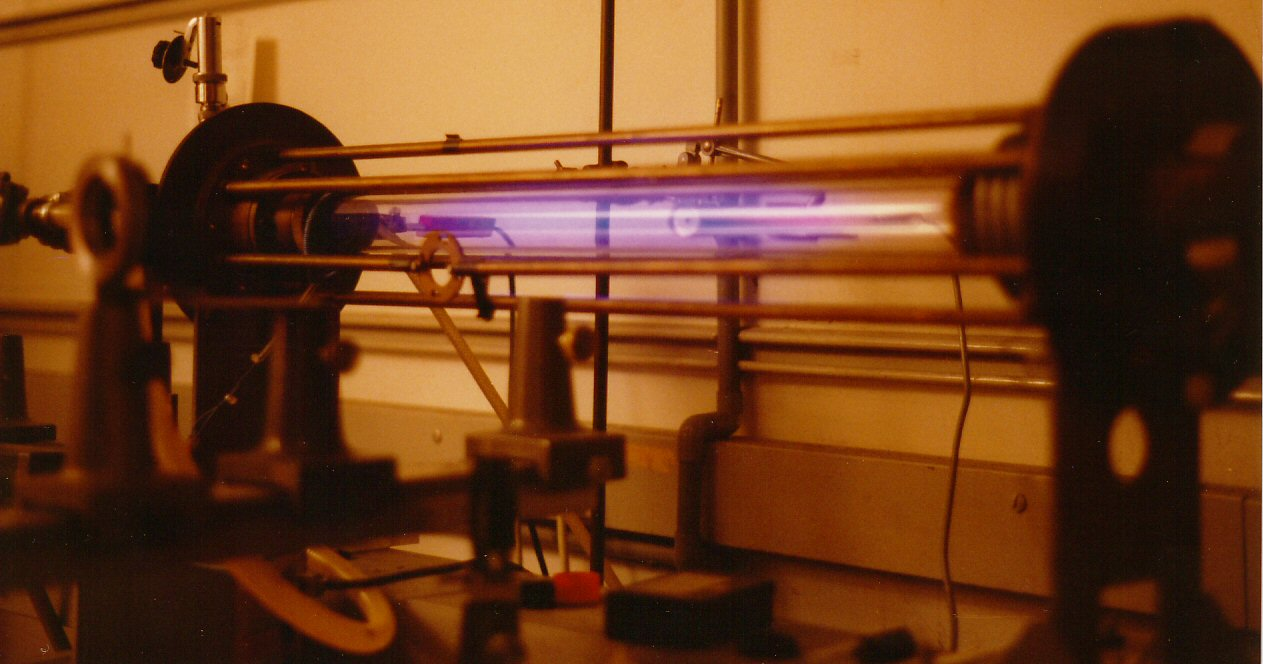

1. پلاسمای گرم
2. پلاسمای سرد

### پلاسمای جو
نزدیکترین پلاسما به کره زمین، یونوسفر است که از ۱۵۰ کیلومتری سطح زمین شروع می‌شود و به بالا ادامه می‌یابد. لایه‌های بالاتر یونسفر، سیستم‌هایی فیزیکی به فرم پلاسما هستند که توسط تابش‌های با طول موج کوتاه در طیف وسیعی، از پرتوهای فرابنفش گرفته تا پرتوهای ایکس و همچنین پرتوهای کیهانی و الکترون‌هایی که به گلنونسفر برخورد می‌کنند، یونیزه می‌شوند.

### شفق قطبی
شفق شمالی نیز گونه‌ای پلاسما است که تحت اثر یونیزه‌شدن ذرات باردار به‌دام‌افتاده در میدان مغناطیسی زمین پدید می‌آید. یونسفر که پلاسمایی با قابلیت جذب پرتوهای ایکس، فرابنفش، تابش خورشیدی، بازتاب امواج کوتاه و رادیویی است، اهمیت اساسی در ارتباط رادیویی دارد. زهره و مریخ نیز لایه یونسفری دارند.

### سیاره‌ها
ملاحظات نظری نشان می‌دهد که در دیگر سیاره‌های منظومه شمسی نظیر مشتری، زحل، اورانوس و نپتون نیز باید یونسفرهای قابل مشاهده وجود داشته باشد. فضای بین سیاره‌ای نیز از پلاسمای بین سیاره‌ای در حال انبساط پر شده که دربرگیرندهٔ یک میدان مغناطیسی ضعیف (نزدیک به ۵۱۰۰ تسلا) است.

### هسته‌های دنباله‌دارها
هسته‌های دنباله‌دارها نیز به فضای میان پلاسمایی پرتاب می‌شوند. از طرف دیگر، خورشید منظومه شمسی مانند یک کره پلاسمایی است. درخشندگی زیاد خورشید مانند درخشندگی پلاسمایی است. خورشید به سه بخش گازی فتوسفر، کروموسفر و کورونا (که دمای کرونای آن بیش از یک میلیون درجه سانتی‌گراد است) تشکیل شده‌است و انتظار می‌رود که هزاران سال به درخشندگی خود ادامه بدهد.

### پلاسمای حالت جامد
پلاسمای تشکیل شده از الکترون‌ها و حفره‌ها در مواد نیمه رسانا به عنوان پلاسما حالت جامد شناخته می‌شود. با استفاده از مفاهیم پلاسما حالت جامد می‌توان آنتن‌هایی ساخت که می‌توانند در فرکانس‌های مختلف عمل کرده یا پرتوی تابشی را بچرخانند. مزیت آنتن پلاسمای حالت جامد این است که ساختار آن با خاموش کردن آن از یک فلز تبدیل به یک دی الکتریک می‌شود که این موضوع موجب می‌شود تا آشکارسازی آن از نظر رادار دشوار گردد.

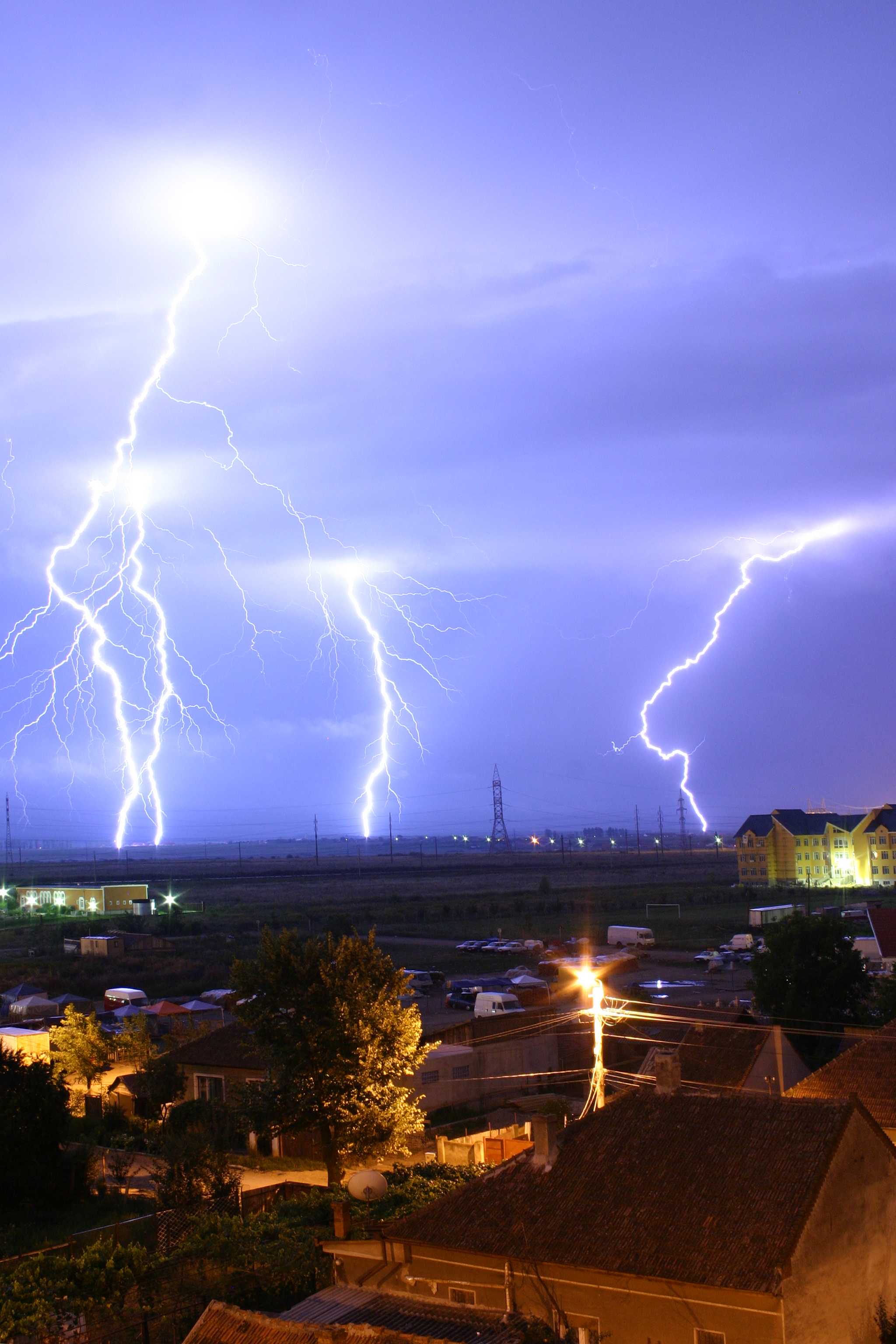
جرقه رعد و برق، نمونه‌ای از پلاسما در زندگی روزمره

## کاربردهای فیزیک پلاسما
قدیمی‌ترین کار با پلاسما، مربوط به لانگمیر، تانکس و همکاران آن‌ها در سال ۱۹۲۰ می‌شود. تحقیقات در این مورد به سبب نیاز برای توسعه لوله‌های خلأئی که بتوانند جریان‌های قوی را حمل کنند، و در نتیجه می‌بایست از گازهای یونیزه‌شده پر شوند، احساس می‌شد.

### فیزیک فضا
کاربرد مهم دیگر فیزیک پلاسما مطالعه فضای اطراف زمین است. جریان پیوسته‌ای از ذرات باردار که باد خورشیدی خوانده می‌شود، به مگنتوسفر زمین برخورد می‌کند. درون و جو ستارگان آن قدر داغ هستند که می‌توانند در حالت پلاسما باشند.

### تبدیل انرژی مگنتو هیدرو دینامیک (MHD) و پیشرانش یونی
دو کاربرد عملی فیزیک پلاسما در تبدیل انرژی مگنتو هیدرودینامیک، از یک فواره غلیظ پلاسما که به داخل یک میدان مغناطیسی پیش‌رانده می‌شود، است.

### لیزرهای گازی
عادی‌ترین دمش (تلمبه کردن) یک لیزر گازی، یعنی وارونه‌سازی چپیره جاورهایی که منجر به توان اَفزایی نور می‌شود، تخلیه گازی است. اما می‌توان به سایر

### دیگر کاربردها
- چاقوی پلاسما
- صفحه‌های نمایش پلاسما
- تفنگ الکترونی
- لامپ پلاسما(گوی پلاسما)
- صنایع پزشکی
- رآکتورهای هسته‌ای
- صنایع نظامی
- اسپری پلاسما
- پاکسازی و ضد عفونی در صنایع غذایی
- صنعت چاپ و بسته‌بندی
- صنایع خودروسازی
- بهداشت محیط زیست و کشاورزی
- بلور فوتونی پلاسما

### نگارخانه

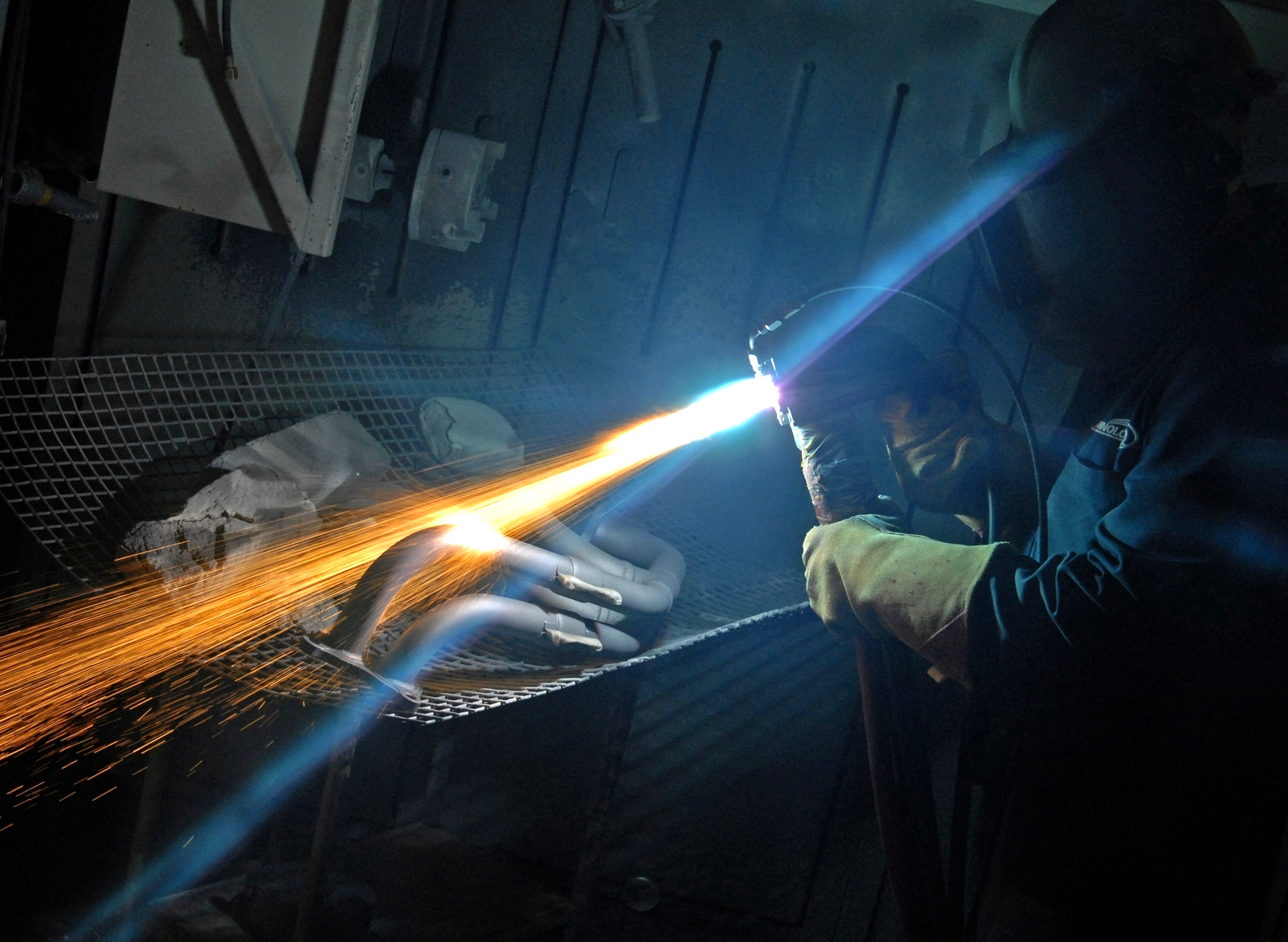

پاشش حرارتی پلاسما